# Хоти
Хоти са водачески клан, от общо седемте, в Малешия.
Относно произхода на рода има спорове между албанската и сръбската историография, но се приема, че част от общността имигрира при Балшичи на север и изток от Албанските Алпи. След османските завоевания на тези земи се местят в Херцеговина. След завоюването на Херцеговина от османците през 1476, изтласкани, се завръщат по родните си места.
Хотите изповядват католицизма, като има и малка част последователи на исляма.